# IC 1956
IC 1956 ist eine Balken-Spiralgalaxie vom Hubble-Typ SBbc im Sternbild Taurus auf der Ekliptik. Sie ist schätzungsweise 285 Millionen Lichtjahre von der Milchstraße entfernt und hat einen Durchmesser von etwa 135.000 Lichtjahren.
Die Typ-Ia-Supernova SN 2003in wurde hier beobachtet.
Das Objekt wurde am 22. Dezember 1897 von Stéphane Javelle entdeckt.